# NASA 월드윈드
NASA 월드윈드(NASA WorldWind)는 오픈 소스 (NOSA 라이선스와 아파치 2.0 라이선스로 배포된) 가상 지구이다. 2003년 개인용 컴퓨터에 사용할 목적으로, 더 나아가 2004년부터 오픈 소스 운동과 연계하여 개발하기 위해 미국 항공 우주국이 처음 개발하였다. 2017년 기준으로 웹 기반 버전의 월드윈드가 온라인을 통해 이용이 가능하다. 안드로이드 버전도 사용이 가능하다.
오리지널 버전은 마이크로소프트 윈도우에서만 구동이 가능했던 닷넷 프레임워크에 의존하였다. 더 최근의 자바 버전인 월드윈드 자바(WorldWind Java)는 크로스 플랫폼으로서 개발자에게 초점을 둔 소프트웨어 개발 키트(SDK)이며 구 .NET 버전과 달리 구글 어스 스타일의 독립형 가상 지구 애플리케이션이 아니다. 월드윈드 자바 버전은 2009년 11월 올해의 NASA 소프트웨어를 수상하였다. 이 프로그램은 NASA, USGS 위성 사진, 항공 사진, 지형지도, 키홀 마크업 언어(KML), 콜라다 파일들을 겹쳐서 사용한다.

## 같이 보기
- Bhuvan
- 빙 맵
- Géoportail
- GeoServer
- Geoweb
- 구글 어스
- 구글 지도
- 마블 (소프트웨어)
- Microsoft Research Maps
- Planetarium software
- 웹 매핑